# Mohd Fadzli Saari
Mohd Fadzli Saari, né le 1er janvier 1983 à Kuala Lipis en Malaisie, est un footballeur international malaisien. Il évolue au poste de milieu offensif.

## Biographie

### Carrière en équipe nationale
Il participe à la Coupe d'Asie 2007 avec la Malaisie.

## Palmarès

### En club
- Pahang FA :
  - Champion de Malaisie en 2004.
  - Vainqueur de la Coupe de la Fédération de Malaisie en 2006.

## Statistiques

### Buts en sélection
Le tableau suivant liste les résultats de tous les buts inscrits par Mohd Fadzli Saari avec l'équipe de Malaisie.